# Renato Steffen
Renato Steffen, né le 3 novembre 1991 à Aarau, est un footballeur international suisse, qui joue au poste de milieu de terrain au FC Lugano.

## Biographie

### En club

#### SC Schöftland (2007-2011)
Il fait une partie de son parcours junior et senior au SC Schöftland. Il y reste jusqu'en 2011.

#### FC Soleure (2011-2012)
Il arrive au FC Soleure en 2011. Il y restera seulement une saison.

#### FC Thoune (2012-2013)
En 2012, Steffen rejoint le FC Thoune. Il y restera aussi seulement 1 saison.

#### BSC Young Boys (2013-2016)
Il rejoint le club de la capitale le BSC Young Boys.
Avec le club des BSC Young Boys, il participe à la Ligue Europa lors de la saison 2014-2015 (11 matchs joués pour 4 buts inscrits).
Le 19 avril 2015, il inscrit un doublé en championnat contre le club du FC Thoune.
Il restera au BSC Young Boys jusqu'en 2016 (donc 3 ans).
En 2016, il est annoncé qu'il quitte Young Boys pour le FC Bâle.

#### FC Bâle (2016-2018)
En 2016, Il rejoint le FC Bâle, où il restera 2 saisons. Il quitte le club bâlois pour découvrir le championnat allemand.

#### VfL Wolfsburg (2018-2022)
En 2018, il quitte le championnat suisse (Super League) et le FC Bâle pour découvrir la Bundesliga rejoint le VfL Wolfsburg, où il a signé un contrat valable jusqu'à fin juin 2021.
Le 18 février 2021, il prolonge son contrat à Wolfsburg jusqu'en 2023. Il quitte le club en août 2022.

#### FC Lugano (depuis 2022)
Le 31 août 2022, Renato Steffen signe au FC Lugano jusqu'en 2025.
Le 20 janvier 2025, le club annonce sa prolongation de contrat jusqu'en juin 2028,. Un jour plus tard, il est élu lors du Swiss Football Night à Berne, il est élu meilleur joueur de la Super League 2024. Dix jours plus il est annoncé qu'il sera absent pendant 3 semaines suite à une blessure à la cuisse gauche.

### Équipe nationale
En octobre 2015, il est sélectionné par Vladimir Pektović pour la première fois dans l'équipe de suisse. Il honora sa première sélection le 9 octobre 2015 lors d'un match contre Saint-Marin comptant pour les éliminatoires de l'Euro 2016.
Le 23 mai 2016, il souffre d'une déchirure musculaire à la cuisse droite qu'il a hélas contractée durant un match de Super League face aux Young Boys de Berne et ne peut pas participer à l'Euro 2016.
Non convoqué pour la Coupe du monde 2018, il manqua de nouveau une compétition internationale pour cause de blessure à la cheville lors de l'Euro 2020. En octobre-novembre 2021, il est rappelé en équipe de Suisse après de nombreuses blessures des autres titulaires,.
Le 9 novembre 2022, il est sélectionné par Murat Yakın pour participer à la Coupe du monde 2022.
En juin 2024, il figure dans la liste de 26 joueurs appelés par Murat Yakın pour l'Euro 2024.

## Statistiques
| Saison                | Club                  | Championnat             | Championnat | Championnat | Coupe(s) nationale(s) | Coupe(s) nationale(s) | Compétition(s) continentale(s) | Compétition(s) continentale(s) | Compétition(s) continentale(s) | Suisse | Suisse | Total | Total |
| Saison                | Club                  | Division                | M.          | B.          | M.                    | B.                    | Comp.                          | M.                             | B.                             | M.     | B.     | M.    | B.    |
| 2008-2009             | SC Schöftland         | 2e Ligue interrégionale | 2           | 1           | -                     | -                     | -                              | -                              | -                              | -      | -      | 2     | 1     |
| 2009-2010             | SC Schöftland         | 2e Ligue interrégionale | 22          | 4           | -                     | -                     | -                              | -                              | -                              | -      | -      | 22    | 4     |
| 2010-2011             | SC Schöftland         | 2e Ligue interrégionale | 21          | 2           | -                     | -                     | -                              | -                              | -                              | -      | -      | 21    | 2     |
| Sous-total            | Sous-total            | Sous-total              | 45          | 7           | -                     | -                     | -                              | -                              | -                              | -      | -      | 45    | 7     |
| 2011-2012             | FC Soleure            | 1re Ligue               | 27          | 8           | 1                     | 0                     | -                              | -                              | -                              | -      | -      | 28    | 8     |
| Sous-total            | Sous-total            | Sous-total              | 27          | 8           | 1                     | 0                     | -                              | -                              | -                              | -      | -      | 28    | 8     |
| 2012-2013             | FC Thoune             | Super League            | 19          | 4           | 3                     | 0                     | -                              | -                              | -                              | -      | -      | 22    | 4     |
| Sous-total            | Sous-total            | Sous-total              | 19          | 4           | 3                     | 0                     | -                              | -                              | -                              | -      | -      | 22    | 4     |
| 2013-2014             | Young Boys Berne      | Super League            | 21          | 4           | 2                     | 0                     | -                              | -                              | -                              | -      | -      | 23    | 4     |
| 2014-2015             | Young Boys Berne      | Super League            | 34          | 9           | 2                     | 1                     | C3                             | 11                             | 4                              | -      | -      | 47    | 14    |
| 2015-2016             | Young Boys Berne      | Super League            | 12          | 3           | 2                     | 0                     | -                              | -                              | -                              | 2      | 0      | 16    | 3     |
| Sous-total            | Sous-total            | Sous-total              | 67          | 16          | 6                     | 1                     | -                              | 11                             | 4                              | 2      | 0      | 86    | 21    |
| 2015-2016             | FC Bâle               | Super League            | 16          | 7           | -                     | -                     | C3                             | 4                              | 0                              | 2      | 0      | 22    | 7     |
| 2016-2017             | FC Bâle               | Super League            | 30          | 5           | 4                     | 1                     | C1                             | 5                              | 1                              | 1      | 0      | 40    | 7     |
| 2017-2018             | FC Bâle               | Super League            | 17          | 3           | 4                     | 0                     | C1                             | 6                              | 0                              | -      | -      | 27    | 3     |
| Sous-total            | Sous-total            | Sous-total              | 63          | 15          | 8                     | 1                     | -                              | 15                             | 1                              | 3      | 0      | 89    | 17    |
| 2017-2018             | VfL Wolfsburg         | Bundesliga              | 16+2        | 0+0         | -                     | -                     | -                              | -                              | -                              | -      | -      | 18    | 0     |
| 2018-2019             | VfL Wolfsburg         | Bundesliga              | 31          | 5           | 3                     | 0                     | -                              | -                              | -                              | 2      | 0      | 36    | 5     |
| 2019-2020             | VfL Wolfsburg         | Bundesliga              | 27          | 6           | 2                     | 0                     | C3                             | 9                              | 0                              | 3      | 0      | 41    | 6     |
| 2020-2021             | VfL Wolfsburg         | Bundesliga              | 21          | 5           | 4                     | 0                     | C3                             | 3                              | 0                              | 4      | 0      | 32    | 5     |
| 2021-2022             | VfL Wolfsburg         | Bundesliga              | 20          | 0           | 1                     | 0                     | C1                             | 5                              | 2                              | 10     | 1      | 36    | 3     |
| Sous-total            | Sous-total            | Sous-total              | 119         | 16          | 10                    | 0                     | -                              | 17                             | 2                              | 20     | 1      | 166   | 19    |
| 2022-2023             | FC Lugano             | Super League            | 28          | 7           | 5                     | 1                     | C4                             | -                              | -                              | 8      | 3      | 41    | 11    |
| 2023-2024             | FC Lugano             | Super League            | 15          | 2           | 2                     | 2                     | C3+C4                          | 1+6                            | 0+0                            | 5      | 0      | 29    | 4     |
| Sous-total            | Sous-total            | Sous-total              | 43          | 9           | 7                     | 3                     | -                              | 7                              | 0                              | 13     | 3      | 70    | 15    |
| Total sur la carrière | Total sur la carrière | Total sur la carrière   | 383         | 71          | 30                    | 5                     | -                              | 50                             | 7                              | 38     | 4      | 501   | 87    |

## Palmarès
FC Bâle
- Championnat de Suisse en 2016 et 2017.
- Vainqueur de la Coupe de Suisse en 2017.